# 邢海帆
邢海帆（1916年—1998年），曾用名邢文卓，四川阆中人，中国空军著名飞行员，唯一一名既在抗日战争中击落过日军战机、且在朝鲜战争中击落过美军战机的飞行员。在1949年10月1日中华人民共和国开国大典上，他作为受阅空中部队总领队，第一个架机飞越天安门。

## 生平
邢海帆出生于四川省阆中市凉水乡。1939年考入中国空军军官学校成为第十二期学员，1941年在昆明毕业。后赴美国接受训练，途中乘邮轮经过了刚被轰炸数日的珍珠港。在美国亚利桑那州路克基地等地完成训练后，因飞行技术优秀，被派往印度拉合尔（现属于巴基斯坦）担任飞行教官。1944年飞越著名的“驼峰航线”回国参战，编入中美混合联队第三战斗机大队，任大队长，参加了1944年12月18日的“武汉大空袭”和1945年1月17日的“上海之战”中的对日作战。1945年8月15日，《中国的空軍》杂志第86期登载了邢文卓发表的文章《空军第三大队捣毁武汉敌巢记》。
1947年加入中国共产党地下组织，1948年转移到西柏坡。1949年开国大典时，曾担任受阅空中部队的总领队，第一个驾机飞越天安门上空受阅。抗美援朝战争中，担任志愿军空军某团副团长，在朝鲜上空击落、击伤F-80型敌机两架。后跟随空二师调防上海，从事国土防空。后调任南京军区空军任飞行检查主任。1958年调入新组建的中國人民解放軍空軍學院（1986年起改成空军指挥学院），从事空军飞行训练和院校教学与研究。文革中曾遭受不公正待遇。
1982年从空军学院高级班主任的岗位上离休后，参与筹建“北京航空联谊会”，并担任第二任会长，从事民间外交活动和促进两岸和平统一的工作。在他的倡议和领导下，北京航联会促成了修复由国民政府于30年代在南京紫金山麓修建的航空烈士公墓并就近修建抗日航空烈士纪念碑和纪念馆，还促成了在昆明玉案山郊野公园修建驼峰航线纪念碑。邢海帆还曾先后访问美国和苏联开展民间外交活动。他曾担任第六届北京市政协委员。

## 家庭
邢海帆的夫人李之，毕业于西南联大英语系，曾在中华人民共和国外交部新闻司、中国国际问题研究所工作。